# Mercedes-Benz Classe M/GLE (Type 166)
Le Mercedes-Benz W 166 est un SUV du constructeur automobile allemand Mercedes-Benz, qui a été lancé dans toute l'Europe le 19 novembre 2011 après que le ML ait déjà été lancé aux États-Unis fin septembre. Il représente la troisième génération de la Classe M et remplace ainsi le Mercedes-Benz W 164. Le W 166 était construit à l'usine américaine de Mercedes-Benz à Tuscaloosa (Alabama). Le W 166 a été présenté pour la première fois au Salon de l'automobile de Francfort 2011. Le prix d'entrée de gamme au lancement sur le marché était de 54 978 euros pour le ML 250 BlueTEC 4MATIC.
Son style est modernisé, il est désormais plus dynamique et plus élégant. Son intérieur est encore plus luxueux, avec l'arrivée de nouveaux coloris et de nouveaux équipements. Ses moteurs ont aussi été renouvelés.La Nouvelle Classe M, aussi appelée Nouvelle ML, propose 2 moteurs diesels : un 4-cylindres de 204 ch, et un V6 de 265 ch ; un V6 essence de 306 ch. Ils sont tous associés à la boite automatique à 7 rapports 7G-Tronic. Des versions hybrides sont prévues.
En 2015, Mercedes-Benz revoit de fond en comble les appellations de ses 4x4 grâce au concept G-Code. Ces véhicules tout-terrain adoptent un nom GL accolé avec la lettre provenant de la même catégorie que les berlines (Exemple: Le Mercedes-Benz GLA dérive la Classe A). La M devient ainsi GLE.

## Conception

### Extérieur

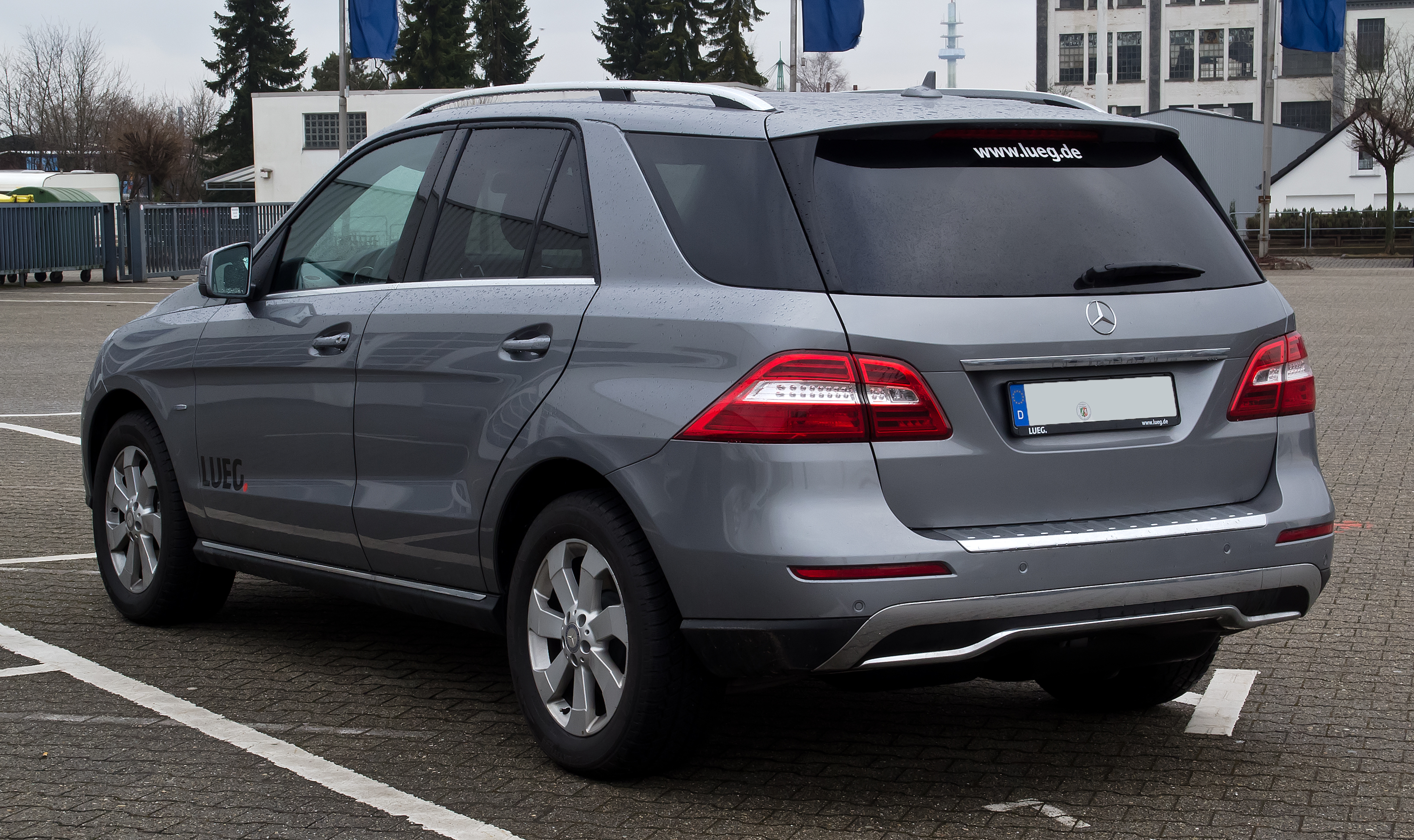
Vue arrière.

Les caractéristiques de conception de base des précédentes générations de Classe M, telles que la forme spéciale du montant C et la forme de base, ont été conservées. A l'avant, les phares et la calandre ont été légèrement revus, tandis que les barrettes des feux diurnes à LED sont placées dans les entrées latérales, désormais agrandies, de la jupe avant. Sous la calandre se trouve la protection inférieure au look chromé. Vus de profil, les passages de roue sont moins évasés et la ligne de toit inclinée vers l'arrière est saisissante. De plus, les bords sont frappants. De plus, le W 166 a des porte-à-faux courts, dus à l'empattement long.
La transition de la troisième vitre latérale vers la vitre arrière se fait en douceur sans montant visible. Les feux arrière à LED alignés horizontalement s'étendent loin sur le côté. À l'arrière, le becquet a été conservé, mais le pare-chocs avec protection du seuil de chargement au look chromé intégrée est nouveau.

### Intérieur
L'intérieur a été plus revu que l'extérieur. Un grand élément décoratif est maintenant attaché au tableau de bord, qui se poursuit dans les portes. L'écran central d'une diagonale de 14,7 cm et entouré des aérateurs est désormais intégré dans la partie supérieure de la planche de bord. Le volant à quatre branches a également été légèrement revu. Le groupe d'instrumentations a toujours deux instruments ronds clairement dessinés. La radio et le système de navigation sont commandés à l'aide du bouton central rotatif et poussoir.

## Équipements et finitions

### Équipement standard
La troisième génération de Classe M est équipé de série de l'antipatinage, du système anti-blocage des roues, de l'assistance au freinage d'urgence, du correcteur électronique de trajectoire, d'une boîte automatique à 7 rapports 7G-Tronic Plus avec système start-stop, du 4ETS (système de traction électronique), d'appuie-tête actifs en cas de collision et d'un airbag de genoux. Tous les modèles sont équipés de série de ressorts de suspension en acier et le ML 250 BlueTEC 4MATIC est également abaissé. Tous les modèles sont équipés de la transmission intégrale permanente 4MATIC, d'un contrôle des paramètres, d'un régulateur de vitesse, d'un programme de conduite hors route et d'une aide à la descente (DSR). Les modèles à moteurs diesel disposent d'un filtre à particules d'échappement et d'un système d'épuration des gaz d'échappement qui fonctionne avec une solution d'urée, destinés à réduire les émissions d'oxyde d'azote et avec lesquelles la norme Euro 6 peut être respectée. Le Classe M dispose de onze airbags, dont un airbag de genoux pour le conducteur, et du système de protection des occupants Pre-Safe, d'un capot actif qui se relève en cas de choc, et de l'Attention Assist, qui est conçu pour avertir du microsommeil (détection de somnolence).
La climatisation automatique 2 zones Thermatic, le verre athermique, l'écran multifonctions de 11,4 cm dans le combiné d'instrumentations et la radio Audio 20 CD avec lecteur CD/DVD sont de série. L'écran couleur a une diagonale de 14,7 centimètres, le système audio dispose d'une interface Bluetooth avec fonction mains libres et d'un clavier téléphonique, d'une connexion auxiliaire (dans la console centrale) et de huit haut-parleurs. L'Audio 20 CD est commandé via un contrôleur sur la console centrale. La lunette arrière est chauffante. L'équipement de base comprend des jantes de 17 pouces à 10 rayons en alliage sur les modèles à moteurs diesels; le ML 350 4MATIC BlueEFFICIENCY a des roues de 18 pouces. Les phares halogènes H7 en verre transparent fonctionnent avec la technologie de projection; les feux diurnes à LED sont également inclus de série. Une partie de la sellerie est recouverte de série en simili cuir.

### Équipement spécial

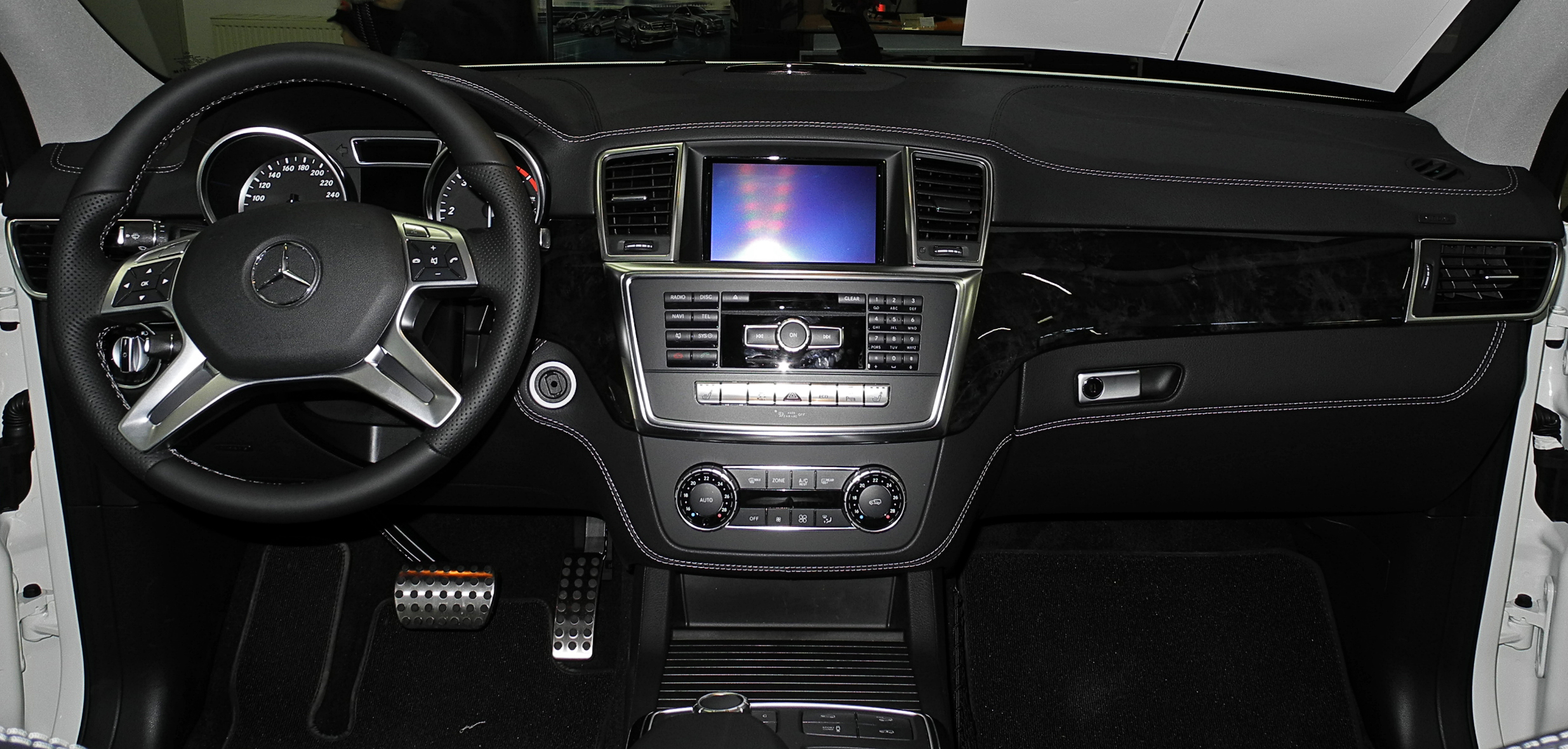
Intérieur

Il existe de nombreux extras optionnels pour le ML. La suspension pneumatique Airmatic à deux chambres avec système d'amortissement adaptatif et contrôle de niveau, les barre antiroulis avec réglage automatique de la raideur des ressorts (Active Curve System), qui réduisent le balancement, un assistant de vision nocturne, un assistant de stationnement actif et le système de verrouillage sans clé Keyless-Go sont disponibles en option. Le système multimédia Comand Online sur disque dur est également disponible avec un écran de 17,8 cm et une résolution 3D. La commande vocale Linguatronic est de série. De plus, le système de son surround Harman Kardon Logic 7 avec 14 haut-parleurs, une puissance de 830 watts et un tuner TV sont proposés. De plus, la climatisation automatique Thermotronic à 4 zones, divers revêtements en cuir et le chauffage des sièges à l'avant et à l'arrière figurent dans la liste de prix. La climatisation des sièges avec ventilation n'est disponible que pour les sièges avant. Vous avez le choix parmi une large gamme d'éléments décoratifs.

### Finitions et modèle spécial

#### Finition ON&OFFROAD
Avec cette finition, le conducteur peut choisir entre différents programmes de conduite prédéfinis. Cela changera les propriétés de l'ESP, du 4ETS, de la transmission, de la suspension, du moteur et de la direction assistée. Des blocages de différentiel 100 % verrouillables sont également disponibles sur le différentiel central.

#### Finition sport Interieur
Avec la finition sport Interieur, le ML reçoit entre autres un volant sport, un système de pédale sport en acier inoxydable brossé avec boutons en caoutchouc et des sièges avant et arrière sport, qui ont une conception de siège modifiée.

#### Finition sport Exterieur AMG
La finition sport Exterieur AMG se reconnaît aux jantes alliage AMG à 5 branches et un tablier avant et arrière et des jupes latérales de style AMG. Un système de freinage sport avec des disques de frein plus grands et perforés est également utilisé.

#### Modèle spécial Edition 1
Lors du lancement sur le marché, il y avait le modèle spécial Edition 1, qui comprenait la finition sport Exterieur AMG et tableau de bord, portes et console centrale revêtus de cuir Designo et de cuir Nappa. Il existe également une finition peinture métallisée, l'éclairage ambiant et le volant en bois/cuir nappa de série.

#### Modèle spécial Sport Edition
En plus de la finition sport Exterieur AMG, le modèle spécial Sport Edition comprend le système multimédia Comand Online basé sur disque dur et un crochet de remorquage avec déverrouillage électrique.

## Nombre d'unités
Au cours de la première année complète de vente, 2012, 115 608 véhicules neufs de la gamme W 166 ont été vendus dans le monde. Au cours de la deuxième année complète de ventes, 2013, 120 695 véhicules ont été vendus dans le monde.

## Motorisations (depuis 08/2015)
| Désignation                        | GLE 320 4MATIC                    | GLE 350                           | GLE 350 4MATIC                    | GLE 400 4MATIC                                                        | GLE 43 AMG 4MATIC                  | GLE 43 AMG 4MATIC                  | GLE 500 4MATIC                    | GLE 500 4MATIC                     | GLE 500 e                                                               | AMG GLE 63                        | AMG GLE 63 S                      | GLE 250 d                     | GLE 250 d 4MATIC              | GLE 350 d 4MATIC               |
| Dates de production                | depuis 08/2015                    | depuis 08/2015                    | depuis 08/2015                    | 08/2015–10/2018                                                       | 08/2015–05/2017                    | 05/2017–10/2018                    | 04/2015–10/2015                   | 10/2015–10/2018                    | 04/2015–10/2018                                                         | 04/2015–10/2018                   | 04/2015–10/2018                   | 04/2015–10/2018               | 04/2015–10/2018               | 04/2015–10/2018                |
|                                    |                                   |                                   |                                   |                                                                       |                                    |                                    |                                   |                                    |                                                                         |                                   |                                   |                               |                               |                                |
| Codification moteur*               | M 276 DE 30 LA red.               | M 276 DE 35                       | M 276 DE 35                       | M 276 DE 30 AP                                                        | M 276 DE 30 AP                     | M 276 DE 30 AP                     | M 278 DE 46 AL red.               | M 278 DE 46 AL red.                | M 276 DE 30 AL                                                          | M 157 DE 55 AL                    | M 157 DE 55 AL                    | OM 651 DE 22 LA               | OM 651 DE 22 LA               | OM 642 LS DE 30 LA             |
| Type de moteur                     | Moteur essence V6                 | Moteur essence V6                 | Moteur essence V6                 | Moteur essence V6                                                     | Moteur essence V6                  | Moteur essence V6                  | Moteur essence V8                 | Moteur essence V8                  | Moteur essence V6+ Moteur électrique                                    | Moteur essence V8                 | Moteur essence V8                 | Moteur diesel en ligne (R4)   | Moteur diesel en ligne (R4)   | Moteur diesel V6               |
| Type d'injection                   | Injection directe                 | Injection directe                 | Injection directe                 | Injection directe                                                     | Injection directe                  | Injection directe                  | Injection directe                 | Injection directe                  | Injection directe                                                       | Injection directe                 | Injection directe                 | Common rail                   | Common rail                   | Common rail                    |
| Suralimentation                    | Turbolader                        | –                                 | –                                 | Biturbo                                                               | Biturbo                            | Biturbo                            | Biturbo                           | Biturbo                            | Biturbo                                                                 | Biturbo                           | Biturbo                           | Biturbo                       | Biturbo                       | Turbolader                     |
| Cylindrée                          | 2996 cm³                          | 3498 cm³                          | 3498 cm³                          | 2996 cm³                                                              | 2996 cm³                           | 2996 cm³                           | 4663 cm³                          | 4663 cm³                           | 2996 cm³                                                                | 5461 cm³                          | 5461 cm³                          | 2143 cm³                      | 2143 cm³                      | 2987 cm³                       |
| Puissance maximale                 | 200 kW (272 CH) à 5000 tr/min     | 225 kW (306 CH) à 6500 tr/min     | 225 kW (306 CH) à 6500 tr/min     | 245 kW (333 CH) à 5250–6000 tr/min                                    | 270 kW (367 CH) à 5500–6000 tr/min | 287 kW (390 CH) à 5500–6000 tr/min | 320 kW (435 CH) à 5250 tr/min     | 335 kW (445 CH) à 5250–5500 tr/min | 245 kW (333 CH) + 85 kW (116 CH) combiné: 325 kW (442 CH) à 5000 tr/min | 410 kW (557 CH) à 5750 tr/min     | 430 kW (585 CH) à 5500 tr/min     | 150 kW (204 CH) à 4200 tr/min | 150 kW (204 CH) à 4200 tr/min | 190 kW (258 CH) à 3400 tr/min  |
| Couple maximal                     | 400 N m à 1300–4500 tr/min        | 370 N m à 3500–5250 tr/min        | 370 N m à 3500–5250 tr/min        | 480 N m à 1600–4000 tr/min                                            | 520 N m à 2000–4200 tr/min         | 520 N m à 2500–5000 tr/min         | 700 N m à 1800–4000 tr/min        | 700 N m à 1800–4000 tr/min         | 480 N m à 1600–4000 tr/min + 340 N m 0–2000 tr/min combiné: 650 N m     | 700 N m à 1750–5500 tr/min        | 760 N m à 1750–5250 tr/min        | 480 N m à 1600–1800 tr/min    | 500 N m à 1600–1800 tr/min    | 620 N m à 1600–2400 tr/min     |
| Transmission                       |                                   |                                   |                                   |                                                                       |                                    |                                    |                                   |                                    |                                                                         |                                   |                                   |                               |                               |                                |
| De série                           | Intégrale                         | Propulsion                        | Intégrale                         | Intégrale                                                             | Intégrale                          | Intégrale                          | Intégrale                         | Intégrale                          | Intégrale                                                               | Intégrale                         | Intégrale                         | Propulsion                    | Intégrale                     | Intégrale                      |
| Suspension de série [ optional ]   | Airmatic avec Active Curve System | Airmatic avec Active Curve System | Airmatic avec Active Curve System | Métallique [ Airmatic ]                                               | Airmatic avec Active Curve System  | Airmatic avec Active Curve System  | Airmatic avec Active Curve System | Airmatic avec Active Curve System  | Airmatic avec Active Curve System                                       | Airmatic avec Active Curve System | Airmatic avec Active Curve System | Métallique [ Airmatic ]       | Métallique [ Airmatic ]       | Métallique [ Airmatic ]        |
| Boîte de vitesses                  | Automatique (7G-TRONIC Plus)      | Automatique (7G-TRONIC Plus)      | Automatique (7G-TRONIC Plus)      | Automatique (7G-TRONIC Plus) / Automatique (9G-Tronic) depuis 05/2016 | Automatique (9G-Tronic)            | AMG Speedshift MCT 9G-Tronic       | Automatique (9G-Tronic)           | Automatique (9G-Tronic)            | Automatique(7G-TRONIC Plus)                                             | AMG Speedshift Plus 7G-Tronic     | AMG Speedshift Plus 7G-Tronic     | Automatique (9G-Tronic)       | Automatique (9G-Tronic)       | Automatique (9G-Tronic)        |
| Performances                       |                                   |                                   |                                   |                                                                       |                                    |                                    |                                   |                                    |                                                                         |                                   |                                   |                               |                               |                                |
| Vitesse maximale                   | 230 km/h                          | ca. 240 km/h                      | ca. 240 km/h                      | 247 km/h                                                              | 250 km/h                           | 250 km/h                           | 250 km/h                          | 250 km/h                           | 245 km/h                                                                | 250 km/h (280 km/h)               | 250 km/h (280 km/h)               | 210 km/h                      | 210 km/h                      | 225 km/h                       |
| Accélération, 0–100 km/h           | 7,6 s                             | 7,5 s                             | 7,5 s                             | 6,1 s                                                                 | 5,7 s                              | 5,7 s                              | 5,3 s                             | 5,1 s                              | 5,3 s                                                                   | 4,3 s                             | 4,2 s                             | 8,6 s                         | 8,6 s                         | 7,1 s                          |
| Consommations aux 100 km (combiné) | 9,6 l Super Plus                  | 11,8 l Super                      | 12,4 l Super                      | 8,8 l Super                                                           | 8,6 l Super Plus                   | 8,9 l Super Plus                   | 11,0 l Super                      | 10,4 l Super                       | 3,3–3,7 l Super                                                         | 11,8 l Super Plus                 | 11,8 l Super Plus                 | 5,4 l Diesel                  | 5,7 l Diesel                  | 6,4 l Diesel                   |
| CO2-Emissions (combiné)            | -                                 | -                                 | -                                 | 209 g/km                                                              | 199 g/km                           | 205 g/km                           | 258 g/km                          | 243 g/km                           | 78–84 g/km                                                              | 276 g/km                          | 276 g/km                          | 140 g/km                      | 149 g/km                      | 169 g/km                       |
| Norme selon classification EU      | Euro 5                            | Euro 5                            | Euro 5                            | Euro 6b                                                               | Euro 6b                            | Euro 6b                            | Euro 6b                           | Euro 6b                            | Euro 6b                                                                 | Euro 6b                           | Euro 6b                           | Euro 6b                       | Euro 6b                       | Euro 6b après 05/2018: Euro 6c |